# Suribachi
El monte Suribachi es un volcán extinto de 169 m de altura ubicado en el sudoeste de la isla de Iwo Jima, Japón. 
Este monte se hizo mundialmente famoso gracias a la fotografía de Joe Rosenthal, quien fotografió el izamiento de la bandera estadounidense en su cumbre por los marines estadounidenses después de haberlo conquistado en la batalla de Iwo Jima durante la Guerra del Pacífico (Segunda Guerra Mundial), lo que es un icono y el objeto de una estatua alusiva a la victoria de las tropas estadounidenses por la conquista de la isla en febrero de 1945.

## Erupciones
Entre 1889 y 1957, el gobierno japonés registró 16 erupciones. Una erupción duró 65 minutos, y creó un cráter con un diámetro de 35 metros y una profundidad de 15 metros en la pista de aterrizaje cerca del antiguo aeródromo de la Segunda Guerra Mundial. Más recientemente, la Agencia Meteorológica de Japón informó que el 2 de mayo de 2012, una pequeña erupción causó la decoloración del agua hacia el noreste, y se confirmó la aparición de una nueva fumarola.